# NRDガイド
NRDガイド(Non-Radiative Dielectric waveguide)とは電磁波の伝送に使用する線路の一方式である。テフロン等の誘電体から成る線路を2枚の金属板ではさんだ構造をしている。
電磁波が伝送される仕組みは誘電体のみの線路と同様だが、それをはさむ2枚の金属を導波管のように見なした時の存在可能なモードの条件により不要放射がないことが特徴である。
東北大学の米山務が1981年に発明した。
主に60GHz帯のミリ波伝送に用いられる。